# آندری فراسکارلی
آندری فراسکارلی (انگلیسی: Andrei Frascarelli؛ زادهٔ ۲۱ فوریهٔ ۱۹۷۳) بازیکن سابق فوتبال اهل برزیل است که در پست مدافع بازی می‌کرد.
وی همچنین در تیم‌های ملی فوتبال زیر ۱۷ سال برزیل و زیر ۲۰ سال برزیل بازی کرده‌است.